# Sokolské lípy na Spořilově
Sokolské lípy na Spořilově jsou významné stromy druhu lípa velkolistá (Tilia platyphyllos), které rostou v Praze 4 na křížovatce ulic Severozápadní V a Severozápadní VI u východní zdi spořilovské sokolovny.

## Historie

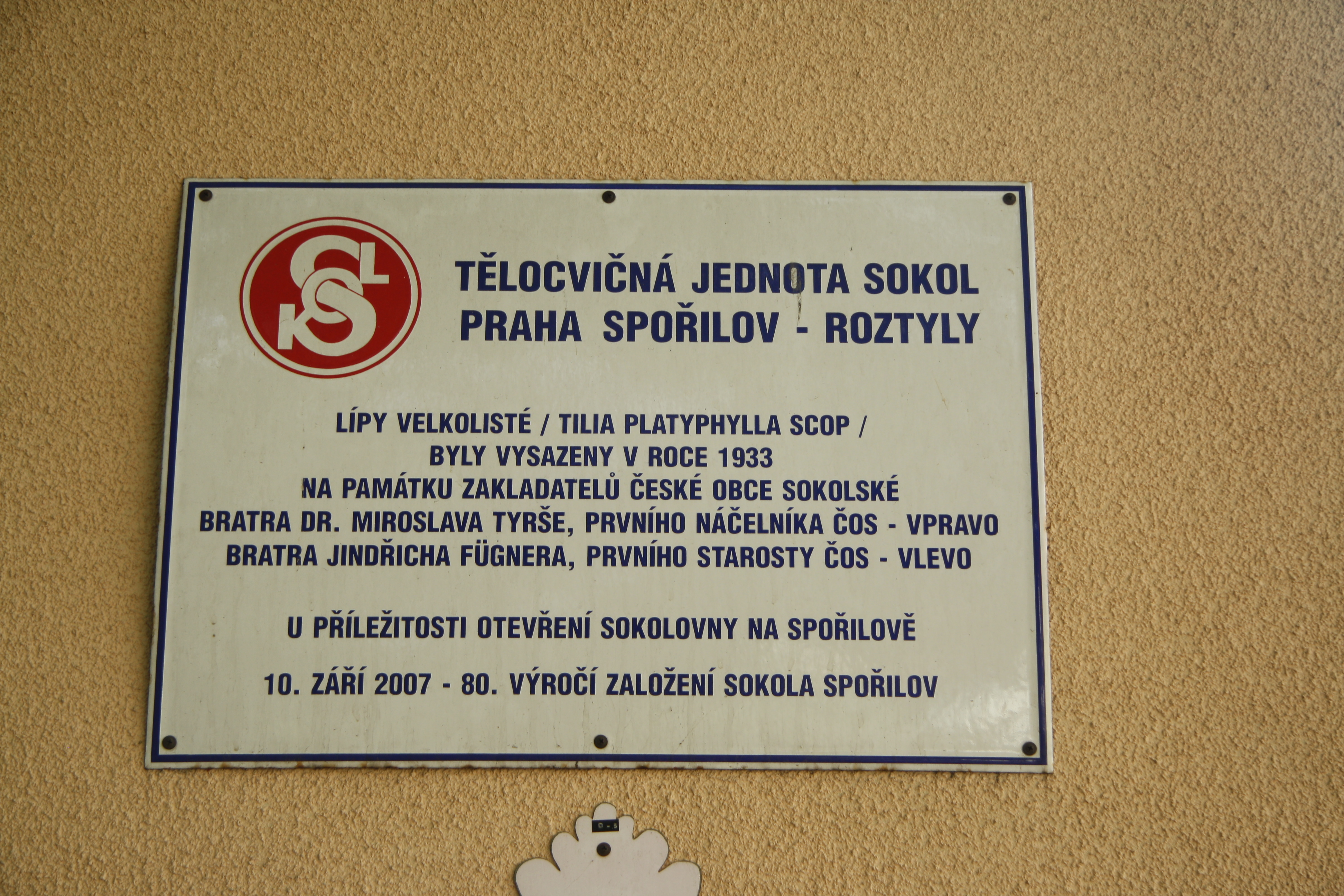
plaketa na sokolovně

Roku 1933 otevřeli sokolové na Spořilově novou sokolovnu a u té příležitosti před ní zasadili dvojici již vzrostlých lip velkolistých. Stromy věnovali památce zakladatelů České obce sokolské ( ČOS) bratra Dr. Miroslava Tyrše, prvního náčelníka ČOS ( lípa vpravo) a bratra Jindřicha Fügnera, prvního starosty ČOS ( lípa vlevo).
V anketě Strom roku 2007 vyhlašované Nadací Partnerství se umístily na 6. místě. Do ankety je navrhla TJ Sokol Praha Spořilov. Roku 2015 byly zařazeny do databáze významných stromů Prahy. Obvod kmenů je uváděn 188 a 195 cm, výška 17 a 15 metrů.